# Тана (озеро)
Та́на (Цана, Дембеа, Дана; амх. ጣና ሐይቅ) — озеро в регионе Амхара на северо-западе Эфиопии, восточная Африка.

## География
Тана является крупнейшим озером Эфиопии. Площадь изменяется в зависимости от сезона: 3100—3600 км². Максимальная глубина — 15 м. Озеро расположено на высоте 1830 м над уровнем моря. В него впадают около 50 рек, в том числе Реб, Гумара-Шет, Джельда, Анферас, Гуари, Саги, Саруаха, Абаганан, Алугса, Дирма, Магача, Синсиль, Гумира и другие. Крупнейшая из них — Быльгэль Аббай (Малый Аббай, или Аббай). Вытекает из озера река Голубой Нил (Аббай). Исторически река Малый Аббай считалась началом Голубого Нила, ныне обычно за исток принимают само озеро Тана.
На озере имеется более 20 островов (Наргадага-Дэсет (Дэк), Дага, Митраа, Гелия (Гелила-Закариас), Бата, Десайт-Георгис, Симана, Бохлао, Силези, Ликаба (Араб-Дуба), Буайт и т. д.), на некоторых из них расположены христианские монастыри и церкви.

## История
До сооружения плотины с гидроэлектростанцией в месте вытекания Голубого Нила у города Бахр-Дар, уровень озера менялся в зависимости от сезона.
В монастыре на острове Дага похоронены несколько эфиопских царей и императоров. Севернее озера, на расстоянии около 35 км, расположен город Гондэр, бывший столицей Эфиопии в XV—XVI веках.

## Инфраструктура
Рыболовство является основным занятием для многих жителей побережья озера.
Местное население в основном занимается выращиванием кофе, зерновых и масличных культур, а также разводит крупный рогатый скот.

## Транспорт
Города Бахр-Дар и Горгора соединены паромным сообщением.

## Галерея
- Озеро Тана со спутника SPOT
- Рыбаки с уловом
- Танква[укр.] — местная лодка из папируса
- Бегемоты в воде близ Бахр-Дара